# 卡大
卡大可以指
- 卡達大學，亞洲一所大學
- 卡迪夫大学，歐洲一所大學
- 卡爾加里大學，美洲一所大學